# Křenovice (Vojkov)
Křenovice je malá vesnice, část obce Vojkov v okrese Benešov. Nachází se asi 2 km na jihovýchod od Vojkova. V roce 2009 zde bylo evidováno 19 adres. Křenovice leží v katastrálním území Bezmíř o výměře 8,96 km².

## Historie
První písemná zmínka o vesnici pochází z roku 1391.
Ke Křenovicím je číslem popisným 18 přiřazen Klokočov, osamělá usedlost čtvercového typu mezi vesnicemi Bezmíř a Křenovice. Během komunismu pod správou JZD chátrala, později byla pronajímána jako chalupa. Po restituci původním majitelům byla prodána a následně zrekonstruována pro rekreační účely. V současné době slouží jako holandské naturistické rekreační zařízení. Severní křídlo usedlosti tvoří původní roubené obytné stavení.

## Pamětihodnosti
- Tvrziště Křenovice

## Galerie

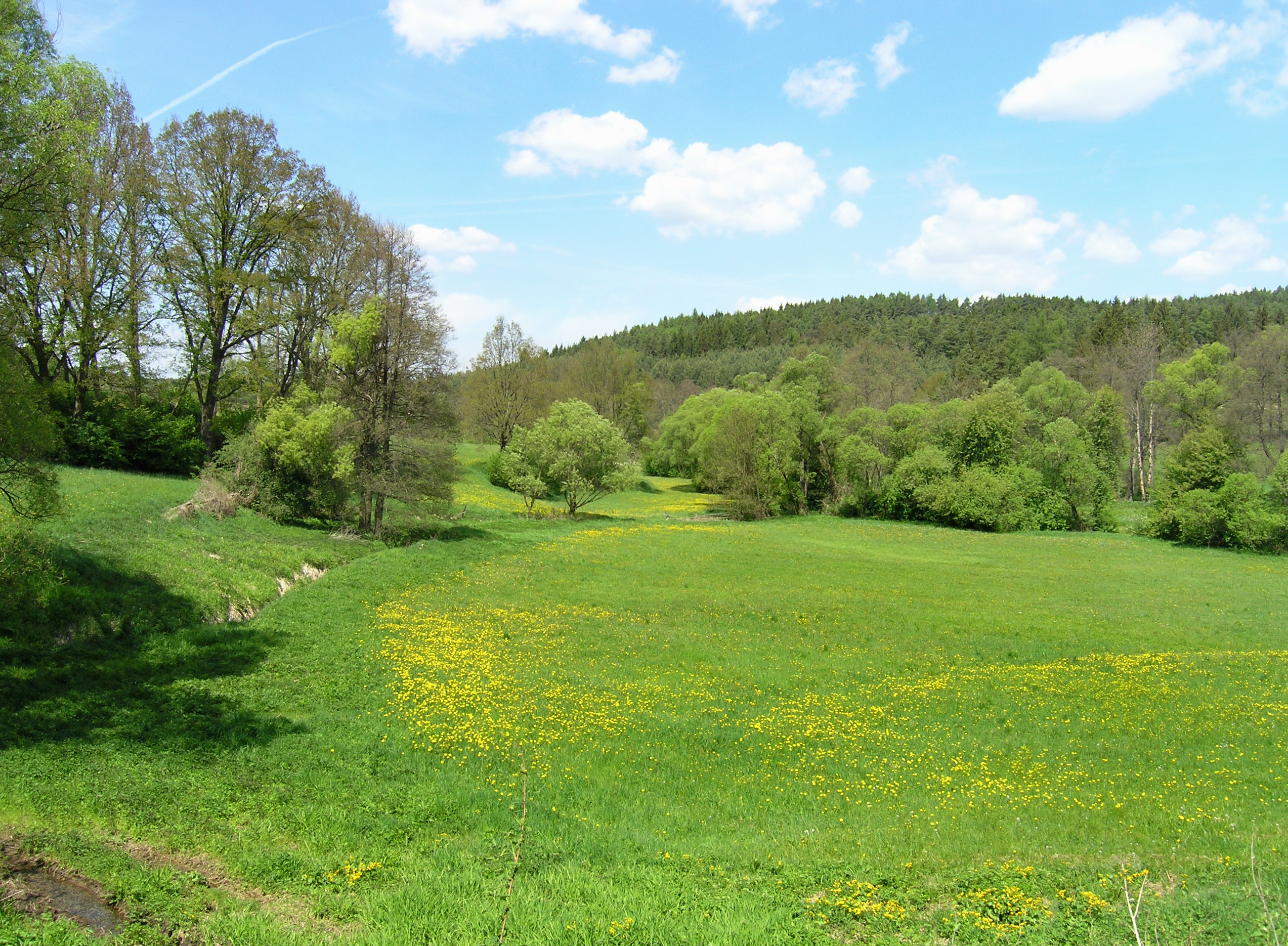
Údolí potoka Mastník na okraji Křenovic
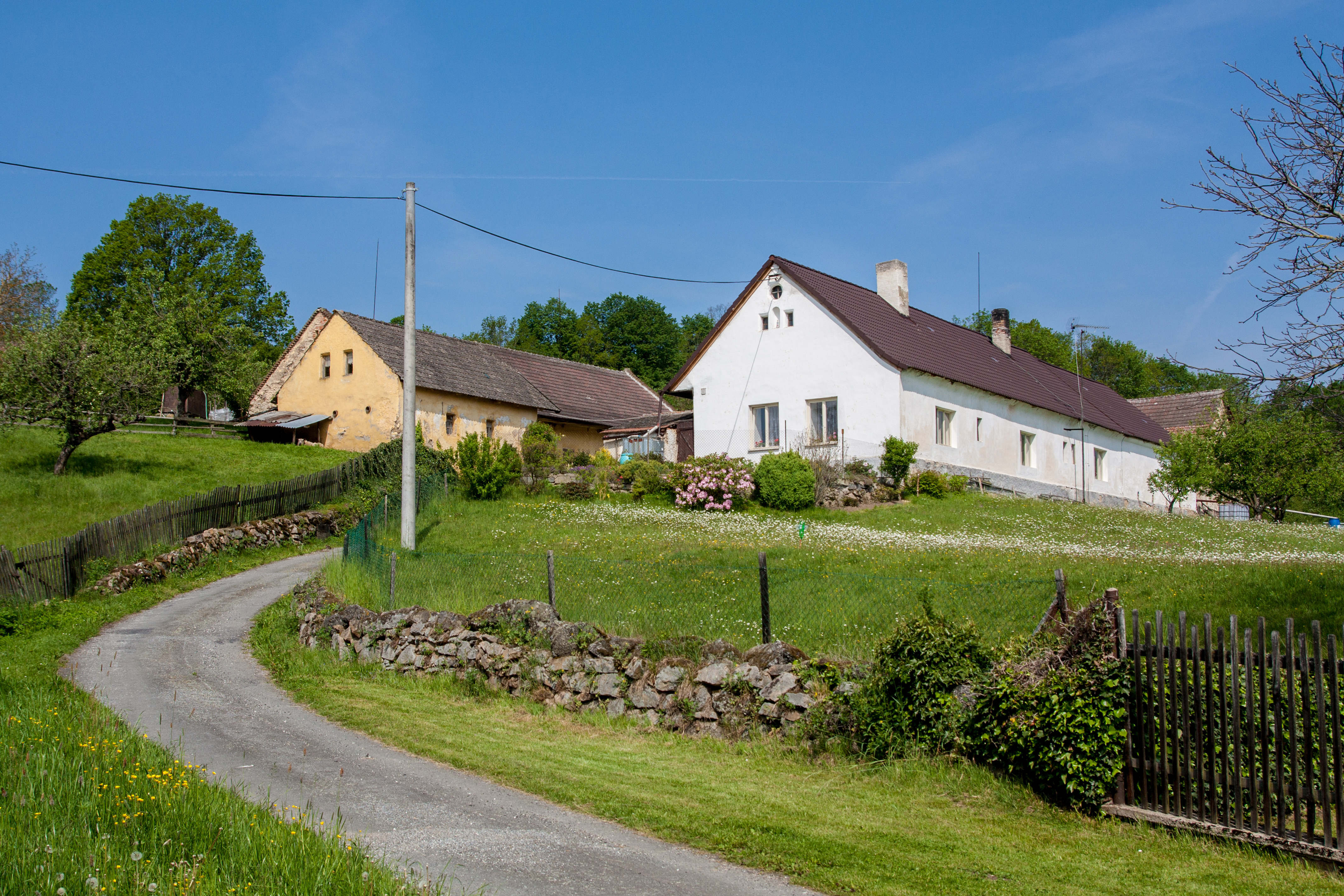
Domy (2019)
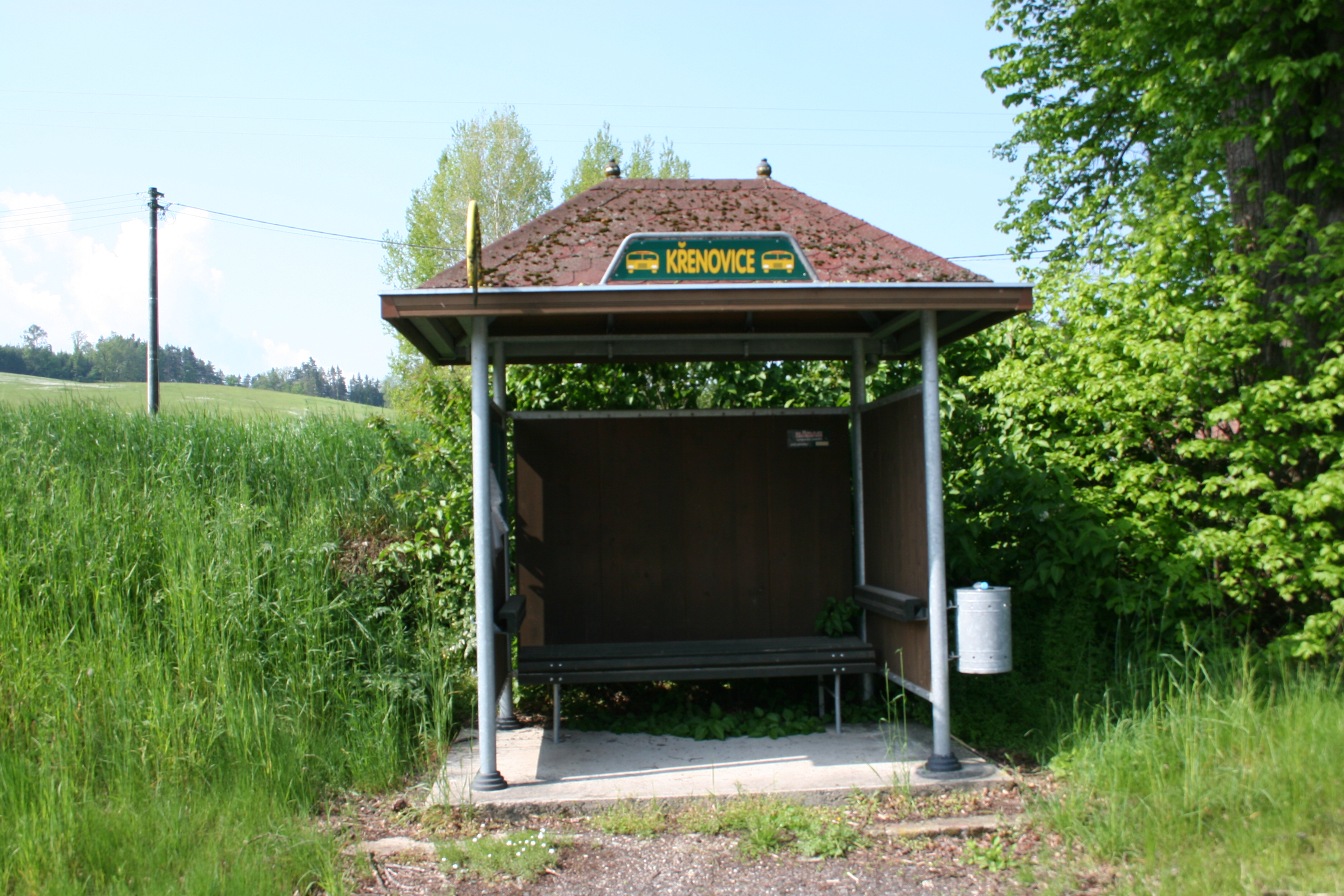
Autobusová zastávka (2019)
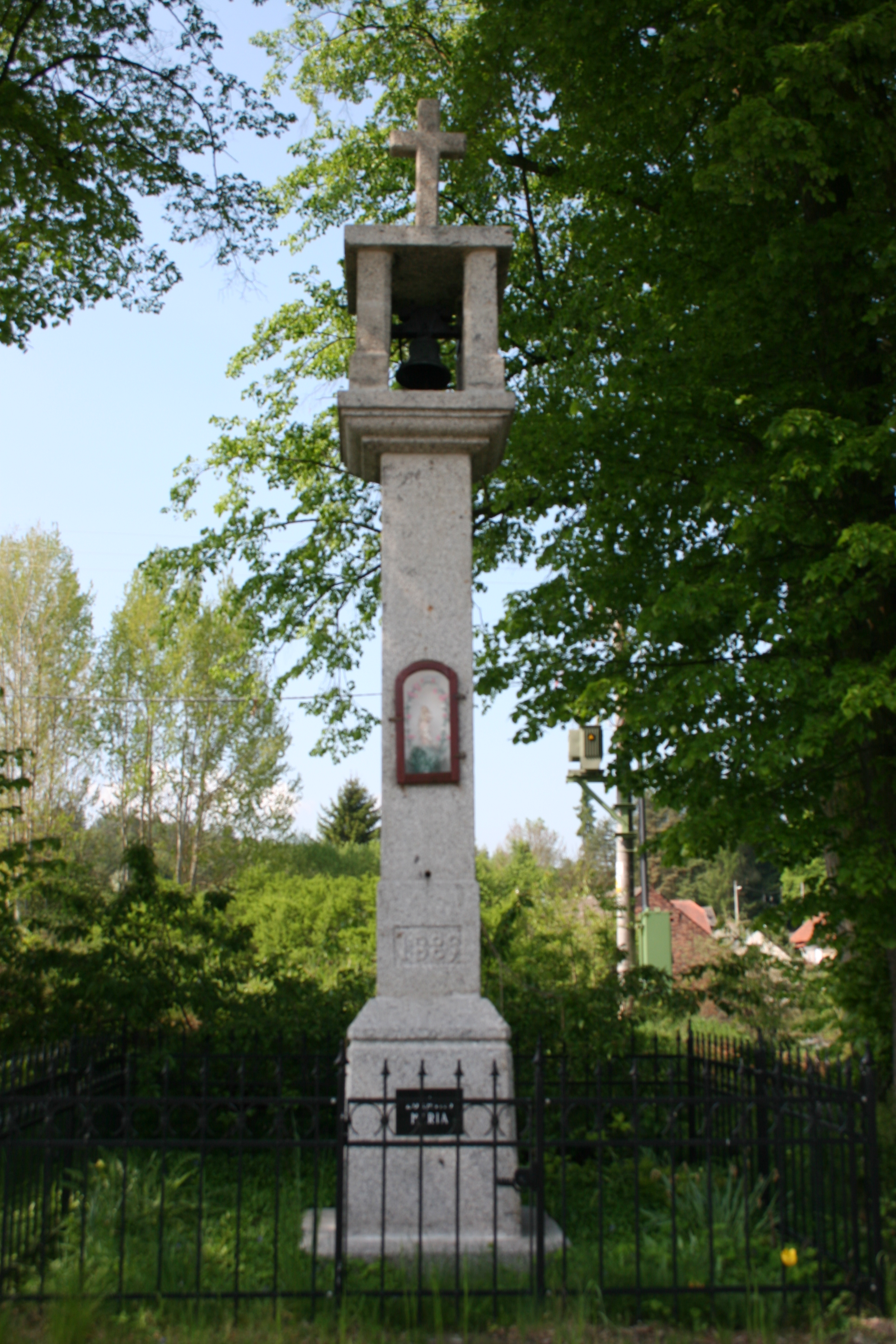
Zvonice